# Hans Nordvik
Hans Theodor Nordvik (* 1. August 1880 in Trondenes; † 22. Juli 1960 in Oslo) war ein norwegischer Sportschütze.

## Erfolge
Hans Nordvik nahm an den Olympischen Spielen 1912 in Stockholm und an den Spielen 1920 in Antwerpen teil. 1912 trat er im Einzel mit dem Armeegewehr über 600 m an, mit dem er den 35. Platz belegte. In der Mannschaftskonkurrenz erreichte er mit dem Armeegewehr den sechsten Platz. 1920 wurde er mit der Mannschaft Olympiasieger in den Disziplinen Laufender Hirsch Einzelschuss und Doppelschuss. Zudem nahm er auch im Trap teil und wurde Siebter.